# Campeonato Mundial de Ciclismo de Montaña de 1995
El VI Campeonato Mundial de Ciclismo de Montaña se celebró en la localidad de Kirchzarten (Alemania) en 1995, bajo la organización de la Unión Ciclista Internacional (UCI) y la Unión Ciclista de Alemania. 
Se compitió en 2 disciplinas, las que otorgaron un total de 4 títulos de campeón mundial:
- Descenso (DH) – masculino y femenino
- Campo a través (XC) – masculino y femenino

## Resultados

### Masculino
| Evento         | Oro                             | Plata                   | Bronce                        |
| -------------- | ------------------------------- | ----------------------- | ----------------------------- |
| Descenso       | Nicolas Vouilloz Francia        | François Gachet Francia | Michael King Estados Unidos   |
| Campo a través | Bart Brentjens · Países Bajos · | Miguel Martinez Francia | Jan Erik Østergaard Dinamarca |

### Femenino
| Evento         | Oro                          | Plata                        | Bronce                      |
| -------------- | ---------------------------- | ---------------------------- | --------------------------- |
| Descenso       | Leigh Donovan Estados Unidos | Mercedes González · España · | Giovanna Bonazzi · Italia · |
| Campo a través | Alison Sydor · Canadá ·      | Silvia Fürst · Suiza ·       | Chantal Daucourt · Suiza ·  |

## Medallero
| Núm. | País           | Oro | Plata | Bronce | Total |
| ---- | -------------- | --- | ----- | ------ | ----- |
| 1    | Francia        | 1   | 2     | 0      | 3     |
| 2    | Estados Unidos | 1   | 0     | 1      | 2     |
| 3    | Canadá         | 1   | 0     | 0      | 1     |
| 3    | Países Bajos   | 1   | 0     | 0      | 1     |
| 5    | Suiza          | 0   | 1     | 1      | 2     |
| 6    | España         | 0   | 1     | 0      | 1     |
| 7    | Dinamarca      | 0   | 0     | 1      | 1     |
| 7    | Italia         | 0   | 0     | 1      | 1     |
|      | TOTAL          | 4   | 4     | 4      | 12    |